# محمد كاظم
مُحَمَّد كاظم (من مواليد 1969) هو فنان إماراتي من دبي، أحد الخمسة الذين تأسس على أيديهم الفن المفاهيمي المعاصر في الإمارات وهم “حسن شريف، حسين شريف، محمد احمد إبراهيم، عبد الله السعدي.

## نشأته وتعليمه
وجد محمد كاظم الفن وسيلة للهروب من واقعه في سن المراهقة بعد تركه للمدرسة وانظمامة للجيش. ومن هنا بدأ النظر بمنظور فني متعطش في البيئة المحيطة به متأملآ بإستكشاف طرق جديدة للتعبير عن ذاته .
وفي عام 1984 تعرف كاظم على معلمه وصديقه المستقبلي حسن شريف ، مؤسس أتيليه دبي للفنون ؛ أول مركز متخصص للفنانين الشباب ورائد من رواد الفن المفاهيمي في فترة السبعينيات في الإمارات والذي كان له تأثير كبير على توجيه كاظم فنيآ.
درس محمد كاظم الرسم في جمعية الإمارات للفنون التشكيلية وتخرج منها في عام 1987، وثم إتجه لدراسة الموسيقى في معهد الرايات للموسيقى بدبي بين 1990 و 1991، وواصل تعليمه في كلية أدنبره للفنون عام 1998، وفي عام 2012، استطاع كاظم تكملة تعليمه العالي وأكمل درجة الماجستير في الفنون في فيلادلفيا.

## معارض مختارة
- 2013 تعابير إماراتية: رؤية تتحقق
- 2007 بينالي الشارقة الثامن (قيم فني)
- 2015 بينالي الشارقة الدولي
- 2006 بينالي سنغافورة
- 2013 بينالي البندقية